# Майк Гравел
Моріс Роберт «Майк» Гравел (англ. Maurice Robert «Mike» Gravel; 13 травня 1930, Спрингфілд, Массачусетс — 26 червня 2021) — американський політик, сенатор США від штату Аляска з 1969 по 1981 рік.

## Біографія
З 1951 по 1954 він служив в армії США, після чого вивчав економіку в Колумбійському університеті. Гравел був членом Палати представників Аляски з 1963 по 1967 і був її спікером з 1965. Він покинув парламент штату, вирішивши балотуватися до Палати представників країни, але програв вибори Говарду Воллесу Поллоку. У 1968 році виставив свою кандидатуру на праймеріз Демократичної партії (членом якої був з самого початку своєї політичної кар'єри) на виборах кандидата на посаду федерального сенатора. Його суперником був популярний губернатор Ернест Грінінг. Незважаючи на це, Гравел переміг його, ставши членом верхньої палати Конгресу. Під час свого першого шестирічного терміну (1969–1975) він написав книгу під назвою «Citizen Power» («Громадянська сила»), в якій висловив свої погляди, близькі до соціал-демократичних. У 1971 році дав єдину парламентську обструкцію проти законопроєкту про новий військовий набір, в чому йому частково допомогли документи Пентагону.
Під час президентських виборів у 1972 році Гравел намагався стати кандидатом у віце-президенти у парі з Джорджем Макговерном і в ході голосування на з'їзді зайняв третє місце, набравши 226 голосів делегатів. Під час праймеріз у 1980 році Грейвел несподівано зазнав поразки від онука Ернста Кларка Грінінга, який потім програв республіканцеві Френку Меркаускі. Після своєї вимушеної відставки Гравел переїхав до Арлінгтона, штат Вірджинія (недалеко від Вашингтона), де живе дотепер. 17 квітня 2006 під час виступу у Національному прес-клубі Гравел заявив про свій намір балотуватися на посаду президента від своєї партії у 2008 році. Якби він переміг на праймеріз і на виборах, то у віці 78 років став би найстарішим президентом в історії США. У своїй передвиборчій кампанії виступав, зокрема, за виведення американських військ з Іраку.
У березні 2008 року він залишив демократів і приєднався до Лібертаріанської партії.